# Berg, Hofors kommun
Berg är en småort i Torsåkers socken i Hofors kommun. Småortens östligaste gräns ligger cirka 600 meter från tätorten Torsåkers västligaste gräns. Cirka 1500 meter väster om Berg ligger småorten Råbacka och Tjärnäs.
Någonstans i mitten av 1900-talet delades byn upp i två byar, delen i väster benämns Bergbo. Bergvreten avsöndrades före 1908 från Berg. 1960 avgränsade SCB här en tätort med namnet Bergvreten med 201 invånare inom Torsåkers landskommun. 1965 hade tätorten upplösts.

## Historia
Byn Berg omtalas första gången i skriftliga handlingar 1443 och var då indelad i två byhalvor, Nedre Berg ('Nijderbergha') och Övre Berg ('Offrabergh'). Torsåkers kyrka hade då en gård i Nedre Berg och en kvarn i Övre Berg. Under 1500-talet varierar Berg mellan 3 och 5 mantal skatte. 1563–67 upptas i jordeboken en hytta i Berg, Berbygge hytta som gav 480 osmundar i bergsskatt.

### Administrativa tillhörigheter
Berg har historiskt tillhört Torsåkers socken, som i samband med kommunreformen 1863 bildade Torsåkers landskommun. I samband med kommunreformen 1971 förenades Torsåker och den 1925 år bildade Hofors landskommun för att bilda Hofors kommun, som Berg tillhört sedan dess.

### Befolkningsutveckling
| Befolkningsutvecklingen i Bergvreten/Berg 1960–2010          | Befolkningsutvecklingen i Bergvreten/Berg 1960–2010 | Befolkningsutvecklingen i Bergvreten/Berg 1960–2010 | Befolkningsutvecklingen i Bergvreten/Berg 1960–2010 | Befolkningsutvecklingen i Bergvreten/Berg 1960–2010 |
| ------------------------------------------------------------ | --------------------------------------------------- | --------------------------------------------------- | --------------------------------------------------- | --------------------------------------------------- |
|                                                              |                                                     |                                                     |                                                     |                                                     |
| År                                                           |                                                     |                                                     | Folkmängd                                           | Areal (ha)                                          |
| 1960                                                         | 1960                                                |                                                     | 201                                                 | 48                                                  |
| 1990                                                         | 1990                                                |                                                     | 101                                                 | 37#                                                 |
| 1995                                                         | 1995                                                |                                                     | 91                                                  | 38#                                                 |
| 2000                                                         | 2000                                                |                                                     | 85                                                  | 38#                                                 |
| 2005                                                         | 2005                                                |                                                     | 90                                                  | 37#                                                 |
| 2010                                                         | 2010                                                |                                                     | 87                                                  | 37#                                                 |
| Anm.: 1960 som Bergvreten. 1990-2010 som Berg. # Som småort. |                                                     |                                                     |                                                     |                                                     |